# Villers-lès-Roye
Villers-lès-Roye (picardisch: Vilèr-lès-Roée) ist eine nordfranzösische Gemeinde mit 281 Einwohnern (Stand 1. Januar 2022) im Département Somme in der Region Hauts-de-France. Die Gemeinde liegt im Arrondissement Montdidier, ist Teil der Communauté de communes du Grand Roye und gehört zum Kanton Roye.

## Geographie
Die Gemeinde in der Landschaft Santerre liegt rund 5 km westlich von Roye an der Départementsstraße D54 und wird von der Avre im Süden und der Départementsstraße D934 (frühere Route nationale 334) im Norden begrenzt.

## Geschichte
Das Dorf wurde bei der Belagerung von Roye im Jahr 1653 verwüstet. Es wurde im Ersten Weltkrieg im August 1918 bei der Hunderttageoffensive erneut zerstört. Die Gemeinde erhielt als Auszeichnung das Croix de guerre 1914–1918.

## Einwohner
| 1962 | 1968 | 1975 | 1982 | 1990 | 1999 | 2006 | 2010 |
| ---- | ---- | ---- | ---- | ---- | ---- | ---- | ---- |
| 161  | 162  | 128  | 183  | 187  | 203  | 219  | 224  |

## Verwaltung
Bürgermeister (maire) ist seit 2008 Maurice Lefevre.  

## Sehenswürdigkeiten
- Kirche Saint-Rémi aus dem 20. Jahrhundert